# 野放客
《野放客》是台灣音樂人劉劭希的第2張個人專輯，於2002年發行。一共10首歌曲，皆使用客語演唱。《野放客》獲得了金曲獎最佳客語演唱人，以及最佳專輯製作人兩獎項。
野放客專輯以客家語演唱，展現多樣的音樂風格。而其以獨立製作的方式在金曲獎與國語主流唱片競爭，讓許多獨立製作音樂的人得到很大的鼓勵。2003年金曲獎評審黃偉峰認為，獨立製作不像一般商業唱片，有那麼好的資源。且《野放客》的概念完整，展現劉多年於幕後累積的功力，創出了「獨立製作時代」，所以劉劭希在最後一輪的時候，在最佳專輯製作人獎項贏過周杰倫。
劉劭希認為成功的人生，必須適才適所，《野放客》的第一曲目來通電便描述著一個小男孩經歷挫折之後找到人生的對的位置，如同一臺通了電的機器，終於活了過來。
山歌被認為是客家傳統音樂的代表，劉劭希大膽地融合舞曲、饒舌、山歌，以山歌為題材用現代音樂的元素打造了歡樂的山歌party。
第4曲的下午三點五十是以客語演唱的巴薩諾瓦音樂，以輕柔的聲線，唱出遠離心愛的人心中的哀傷與孤獨。

## 曲目
1. 來通電
2. 懶惰妹
3. 山歌party
4. 下午三點五十
5. 去海邊
6. 千年
7. 他們冤家我們跳舞
8. I am CrazyJazz
9. 三藩市的咖啡屋（House Remix）
10. 時光機

## 獎項
- 金曲獎
  - 2003年度：最佳專輯製作人
  - 2003年度：最佳客語演唱人
  - 2003年度：最佳演唱專輯（提名）

## 外部連結
- 劉劭希 就是愛玩網 94ione.com
- 野放客專輯 完整試聽